# Indiai-óceáni francia szigetek
Az „Indiai-óceáni francia szigetek” (franciául Îles éparses de l'océan Indien) több kis lakatlan, általában franciának elismert, de vitatott fennhatóságú sziget gyűjtőneve. Mint nevük is mutatja, az Indiai-óceánban találhatók, Madagaszkár szigete körül.
A következő szigetek tartoznak ide:
- Bassas da India
- Europa
- Glorieuses
- Juan de Nova
- Tromelin